# Cardanol
O cardanol é um composto que pode ser obtido através do óleo extraído da casca das castanhas de caju (Anacardium occidentale). É chamado de cardanol devido à sua alta concentração de ácido cardanóico, que é um componente importante desse óleo.
O cardanol possui uma estrutura química única, contendo um anel aromático com um grupo hidroxila (-OH) e uma cadeia lateral alquilfenol. Essa composição química confere ao cardanol várias propriedades interessantes e aplicações industriais.
Uma das principais aplicações do cardanol é como matéria-prima para a produção de resinas fenólicas, que são utilizadas em revestimentos, adesivos, tintas e isolantes. O cardanol também é utilizado na fabricação de laminados fenólicos, que são materiais compostos usados em aplicações como pisos, painéis e componentes eletrônicos.
Além disso, o cardanol tem propriedades antioxidantes, o que o torna um aditivo útil em produtos de cuidados pessoais, como cremes e loções, ajudando a proteger a pele contra os danos causados pelos radicais livres. Também é usado em produtos de limpeza e detergentes devido às suas propriedades surfactantes.
Outra aplicação emergente do cardanol é na indústria de polímeros, devido a possibilidade de ser modificado quimicamente para produzir derivados poliméricos, como poliuretanos, poliésteres e epóxis. Esses polímeros têm potencial para serem utilizados em uma ampla gama de aplicações, desde revestimentos até materiais compósitos de alta resistência.
Uma característica interessante do cardanol é sua origem renovável. Como é obtido a partir da casca da castanha de caju, que é um subproduto da indústria de alimentos, o uso do cardanol pode contribuir para a redução do desperdício e promover uma abordagem mais sustentável na indústria química.
No entanto, é importante destacar que o cardanol pode ser tóxico em sua forma pura e pode causar irritação na pele e nos olhos. Portanto, é necessário tomar precauções adequadas ao manusear e utilizar.